# 加布·瓦冈吉·迪库
加布·瓦冈吉·迪库（Caleb Mwangangi Ndiku，1992年10月9日—），生于马查科斯，肯尼亚男子中跑和长跑运动员，他以13分51.75秒赢得2015年世界田径锦标赛男子5000米银牌，以及2014年世界室内田径锦标赛3000米金牌和2014年英联邦运动会5000米金牌。